# Радіоактивний каротаж
Каротаж радіоактивний (рос.карот(т)аж радиоактивный, англ. radiation (radioactivity) logging; нім. radioaktive Bohrlochmessung f, kernphysikalisches Bohrlochmeßverfahren n, radioaktives Kernen n) — комплекс ядерно-фізичних методів вивчення складу і будови гірських порід, що складають стінки свердловин, а також контролю за технічним станом свердловин.
Відповідно до виду випромінювання, що реєструється, розрізнюють гамма-каротаж і каротаж нейтронний. Методи гамма-каротажу базуються на вимірюванні інтенсивності гамма-випромінення, зумовленого природною радіоактивністю порід (гамма-каротаж) і вторинного гамма-випромінення (гамма-гамма-каротаж) або нейтронного випромінювання (гамма-нейтронний каротаж), що виникають у породах при опроміненні їх джерелами гамма-квантів. При проведенні радіоактивного каротажу. застосовують свердловинний прилад, в якому розміщують детектори нейтронів або гамма-випромінення (інтегрального або спектрометричного типу). Сигнали детекторів передаються по кабелю на поверхню на каротажну станцію, де вони реєструються.
Каротаж радіоактивний входить в обов'язковий комплекс методів пошуків, розвідки і контролю розробки родовищ. Методи гамма-каротажу широко використовуються для пошуків і розвідки радіоактивних руд, калійної і фосфатної сировини, що характеризуються підвищеною радіоактивністю, а також при розвідці нафтогазоносних і вугільних пластів. Гамма-гамма каротаж застосовують для вивчення щільності гірських порід, визначення вмісту в них важких елементів, а також стану цементу в затрубному просторі.
Методи каротажу нейтронного дають важливу інформацію про вміст у пластах таких елементів, як водень, хлор, залізо, хром, бор тощо, дозволяють виявляти гідрогенні (які містять водень) пласти (в тому числі нафтогазоносні).